# ۱۶۵۲ هرژه

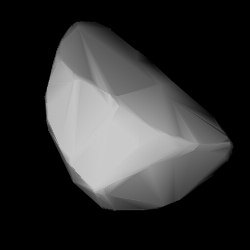
مدل سه‌بُعدی سیارک ۱۶۵۲ هرژه بر طبق منحنی نور آن

سیارک ۱۶۵۲ (به انگلیسی: 1652 Herge، نامگذاری:1953PA) هزار و ششصد و پنجاه و دومین سیارک کشف شده‌است که در ۹ اوت ۱۹۵۳ کشف شد.
قدر مطلق سیارک برابر ۱۳٫۲۰ است.